# 1853 na ciência

## Nascimentos
| Data         | Nome          | Profissão               | Nacionalidade                         | Observações | Ref                                 |
| ------------ | ------------- | ----------------------- | ------------------------------------- | --- | ----------------------------------- |
| 6 de janeiro | Clement Reid  | paleobotânico e geólogo | Reino Unido da Grã-Bretanha e Irlanda | m. 1916 Medalha Bigsby 1897 | [ 1 ]                               |
| 29 de março  | Elihu Thomson | engenheiro e inventor   | Reino Unido da Grã-Bretanha e Irlanda | m. 1937 Prémio Rumford (1901) Medalha Edison IEEE (1909) Ordem Nacional da Legião de Honra Medalha Elliott Cresson (1912) Medalha Hughes (1916) Medalha John Fritz (1916) Medalha Franklin (1925) Medalha Faraday (1927) | [ 2 ] [ 3 ] [ 4 ] [ 5 ] [ 6 ] [ 7 ] |

## Mortes
| Data       | Nome                       | Profissão              | Nacionalidade                  | Observações                    | Ref   |
| ---------- | -------------------------- | ---------------------- | ------------------------------ | ------------------------------ | ----- |
| 4 de março | Christian Leopold von Buch | geólogo e paleontólogo | Sacro Império Romano-Germânico | n. 1774 Medalha Wollaston 1842 | [ 8 ] |

## Prémios
Medalha Copley
- Heinrich Wilhelm Dove[9]